# Embraer 170/175
De Embraer 170 is een tweemotorig regionaal verkeersvliegtuig van de Braziliaanse vliegtuigbouwer Embraer, uitgerust met GE CF34-8E motoren. 
De Embraer 175 is een verlengde versie van de 170 en die kan met 78 tot 86 stoelen concurreren met de Canadair CRJ-900 en de Sukhoi Superjet 100.
Met 70 tot 78 stoelen is de Embraer 170 bedoeld om te concurreren met vliegtuigen als de Fokker 70 en de Canadair CRJ-700.

## Specificaties
|                        | Embraer 170-100 | Embraer 170-200/175                                                      |
| ---------------------- | --------------- | ------------------------------------------------------------------------ |
| Afmetingen toestel:    |                 |                                                                          |
| Spanwijdte:            | 26,00 m         | Embraer 175 Short Wing/E75S: 26,00 m Embraer 175 Long Wing/E75L: 28.65 m |
| Spanwijdte stabilo:    | 10,00 m         | 10,00 m                                                                  |
| Lengte:                | 29,90 m         | 31,68 m                                                                  |
| Hoogte:                | 9,67 m          | 9,73 m                                                                   |
| Breedte romp:          | 3,01 m          | 3,01 m                                                                   |
| Hoogte romp:           | 3,35 m          | 3,35 m                                                                   |
| Gewicht:               |                 |                                                                          |
| Max. startgewicht:     | 37.200 kg       | 37.500 kg                                                                |
| Max. betalende lading: | 8660 kg         | 9890 kg                                                                  |
| Max. brandstof:        | 9495 kg         | 9313 kg                                                                  |
| Uitersten:             |                 |                                                                          |
| Max. snelheid:         | Mach 0,82       | Mach 0,82                                                                |
| Max. bereik:           | 3704 km         | 3334 km                                                                  |
| Cabine:                |                 |                                                                          |
| Lengte cabine:         | 19,43 m         | 21,20 m                                                                  |
| Hoogte cabine:         | 2,00 m          | 2,00 m                                                                   |
| Breedte cabine:        | 2,74 m          | 2,74 m                                                                   |
| Aantal stoelen:        | 70-78           | 78-86                                                                    |

Civiel: Embraer EMB 110 Bandeirante · Embraer EMB 120 Brasilia · Embraer EMB 312 Tucano · Embraer EMB 326 Xavante · Embraer ERJ 135/140/145 · Embraer 170/175 · Embraer 190/195

Militair: Embraer C-390 Millennium